# Twenty One Pilots (álbum)
Twenty One Pilots es el álbum debut homónimo de la banda estadounidense Twenty One Pilots, lanzado de forma independiente el 29 de diciembre de 2009. El álbum vendió 115,000 copias y alcanzó el número 139 en los EE. UU. Billboard 200. Es el único álbum que presenta el bajista Nick Thomas y el baterista Chris Salih antes de que ambos dejaran la banda en 2011.

## Antecedentes y producción
Algún tiempo después del lanzamiento del disco, se reveló que el álbum fue conceptualizado y grabado dentro del estudio de grabación casero en el sótano de la casa donde Tyler Joseph, Nick Thomas, Chris Salih y el hermano de Thomas se alojaban en el tiempo.  Además, aunque los otros miembros de la banda aportaron información, la letra fue escrita principalmente por Joseph.

## Recepción
Maria Sherman de Fuse elogió el "canto hablado" de Joseph y los "hermosos arreglos para piano" en el álbum, aunque criticó su enunciación mientras rapeaba.  Alternative Press describió "Addict With a Pen" como "lento, sobrio y totalmente honesto" y "la mejor representación de lo que inicialmente atrajo a los fanáticos a la banda".

## Lista de canciones
Todas las canciones están escritas y compuestas por Tyler Joseph, cantante de la banda.

Todas las canciones escritas y compuestas por Twenty One Pilots. 
| N.º   | Título                      | Duración |  |
| 1.    | «Implicit Demand For Proof» | 4:52     |  |
| 2.    | «Fall Away»                 | 3:02     |  |
| 3.    | «The Pantaloon»             | 3:33     |  |
| 4.    | «Addict With A Pen»         | 4:46     |  |
| 5.    | «Friend, please.»           | 4:13     |  |
| 6.    | «March To The Sea»          | 5:31     |  |
| 7.    | «Johnny Boy»                | 4:39     |  |
| 8.    | «Oh Ms. Believer»           | 3:37     |  |
| 9.    | «Air Catcher»               | 4:14     |  |
| 10.   | «Trapdoor»                  | 4:37     |  |
| 11.   | «A Car, A Torch, A Death»   | 4:33     |  |
| 12.   | «Taxi Cab»                  | 4:45     |  |
| 13.   | «Before You Start Your Day» | 3:53     |  |
| 14.   | «Isle Of Flightless Birds»  | 5:45     |  |
| 62:00 |                             |          |  |

## Personal
- Tyler Joseph - voces, órganos, piano, guitarra de acero, teclados, programación, sintetizadores, bajo
- Nick Thomas: guitarras, bajo, programación, coros
- Chris Salih - batería, percusión, coros

## Gráficos
| Gráfico (2017)                 | Pico posición |
| ------------------------------ | ------------- |
| Estados Unidos (Billboard 200) | 139           |